# Функція споживання
Що таке функція споживання?
Термін «функція споживання» відноситься до економічної формули, яка представляє функціональний зв'язок між загальним споживанням і валовим національним доходом (ВНД) . Функція споживання була введена британським економістом Джоном Мейнардом Кейнсом, який стверджував, що цю функцію можна використовувати для відстеження та прогнозування загальних витрат на споживання. Це цінний інструмент, який можуть використовувати економісти та інші керівники, щоб зрозуміти економічний цикл і допомогти їм прийняти ключові рішення щодо інвестицій, а також монетарної та фіскальної політики.
Розуміння функції споживання
Як зазначалося вище, функція споживання — це економічна формула, введена Джоном Мейнардом Кейнсом, який відстежував зв'язок між доходом і витратами. Також називається кейнсіанська функція споживання, вона відстежує частку доходу, який використовується для придбання товарів і послуг. Простіше кажучи, його можна використовувати для оцінки та прогнозування витрат у майбутньому.
Класична функція споживання передбачає, що споживчі витрати повністю визначаються доходом і змінами в доході. Якщо це правда, сукупні заощадження повинні збільшуватися пропорційно тому, як валовий внутрішній продукт (ВВП) зростає з часом. Ідея полягає в тому, щоб створити математичний зв'язок між наявним доходом і споживчими витратами, але лише на сукупному рівні.
Частково базуючись на психологічному законі споживання Кейнса, стабільність функції споживання є наріжним каменем кейнсіанської макроекономічної теорії. Це особливо вірно, якщо порівнювати його з нестабільністю інвестицій. Більшість посткейнсіанців визнають, що функція споживання не є стабільною в довгостроковій перспективі, оскільки моделі споживання змінюються зі зростанням доходу.
Обчислення функції споживання
Функція споживання представлена у вигляді: C = А + М Д
де: C=споживчі витрати
А=автономне споживання
М=гранична схильність до споживання
Д=реальний наявний дохід
Що вимірює функція споживання?
Функція споживання — це економічне поняття, яке пояснює зв'язок між доходом і витратами. Його ввів британський економіст Джон Мейнард Кейнс, який припустив, що економісти можуть використовувати функцію споживання для відстеження та оцінки загальних споживчих витрат в економіці.
Як обчислити функцію споживання?
Функцію споживання можна розрахувати за простою формулою: C = A + MD, де C — споживчі витрати, A — автономне споживання (витрати незалежно від рівня доходу), M — гранична схильність до споживання (кількість додаткового доходу, яку необхідно витратити на товари та послуги, а не на його заощадження), і D — сума необхідного реального наявного доходу.
Хто ввів функцію споживання?
Функцію споживання ввів економіст Джон Мейнард Кейнс. Він відомий як батько сучасної макроекономіки та засновник кейнсіанської економіки. Ця галузь економіки передбачає, що уряди повинні брати активну участь у своїй економіці. Замість того, щоб дозволити своїм економікам потрапити під вільний ринок, Кейнс сказав, що державні витрати можна використовувати як інструмент для зменшення слабкості економіки.
Що зміщує функцію споживання вперед?
Функція споживання зміщується вперед (або вгору), коли наявний дохід або накопичене багатство також зростає. Зворотне значення справедливо для зсуву функції споживання вниз. У цьому випадку він падає або зсувається вниз, коли падає дохід або багатство.
Чому функція споживання важлива?
Є кілька причин, чому функція споживання важлива для економіки. Це макроекономічний інструмент, який може допомогти економістам зрозуміти економіку, включно з тим, як працюють ділові цикли та функцію грошової маси. Економісти та особи, які приймають рішення, можуть використовувати його (і формулу) для прийняття інвестиційних рішень і формування грошово-кредитної та фіскальної політики для управління економікою.